# Christian Bruch (Manager)
Christian Bruch (* 1970 in Düsseldorf) ist ein deutscher Manager.

## Leben
Bruch studierte an der Gottfried Wilhelm Leibniz Universität Hannover sowie der University of Strathclyde Maschinenbau und promovierte 2001 an der ETH Zürich in Thermodynamik zum PhD. Von 1997 bis 2000 war er dort als Projektingenieur in der Forschung tätig. Von 2000 bis 2002 war er als Projektingenieur und ab 2002 als Leiter der Forschung und Projektentwicklung bei der RWE Fuel Cells GmbH tätig. 2004 wechselte er zur Linde AG und bekleidete dort mehr als 15 Jahre verschiedene Führungspositionen.
Seit Mai 2020 ist er Vorstandsvorsitzender der Siemens Energy AG. Das Unternehmen entstand im Jahr 2020 durch Abspaltung und Börsengang der früheren Energie-Sparte des Siemens-Konzerns.